# Chilodes spormanni
Chilodes spormanni är en fjärilsart som beskrevs av Heydemann 1926. Chilodes spormanni ingår i släktet Chilodes och familjen nattflyn. Inga underarter finns listade i Catalogue of Life.